# Emund
Emund est un prénom masculin scandinave, dérivé du vieux-norrois Æimundr, et porté surtout en Suède à l'époque médiévale.
Le prénom Emund est à l'origine du patronyme suédois Emundsson,, signifiant « Fils d'Emund ».

## Personnages historiques
ordre chronologique
- Emund (Xe siècle), roi de Suède ;
- Emund (Xe siècle), roi de Suède ;
- Emund (mort vers 1060), roi de Suède ;
- Emund Gripenhielm (sv) (1622–1675), érudit suédois.